# Les Collinson
Leslie "Les" Collinson (sinh ngày 2 tháng 12 năm 1935) là một cựu cầu thủ bóng đá người Anh thi đấu ở vị trí half-back ở Football League cho Hull City và York City, ở bóng đá non-league cho Goole Town, Hull Brunswick và Chilton Amateurs.